# ابیلی

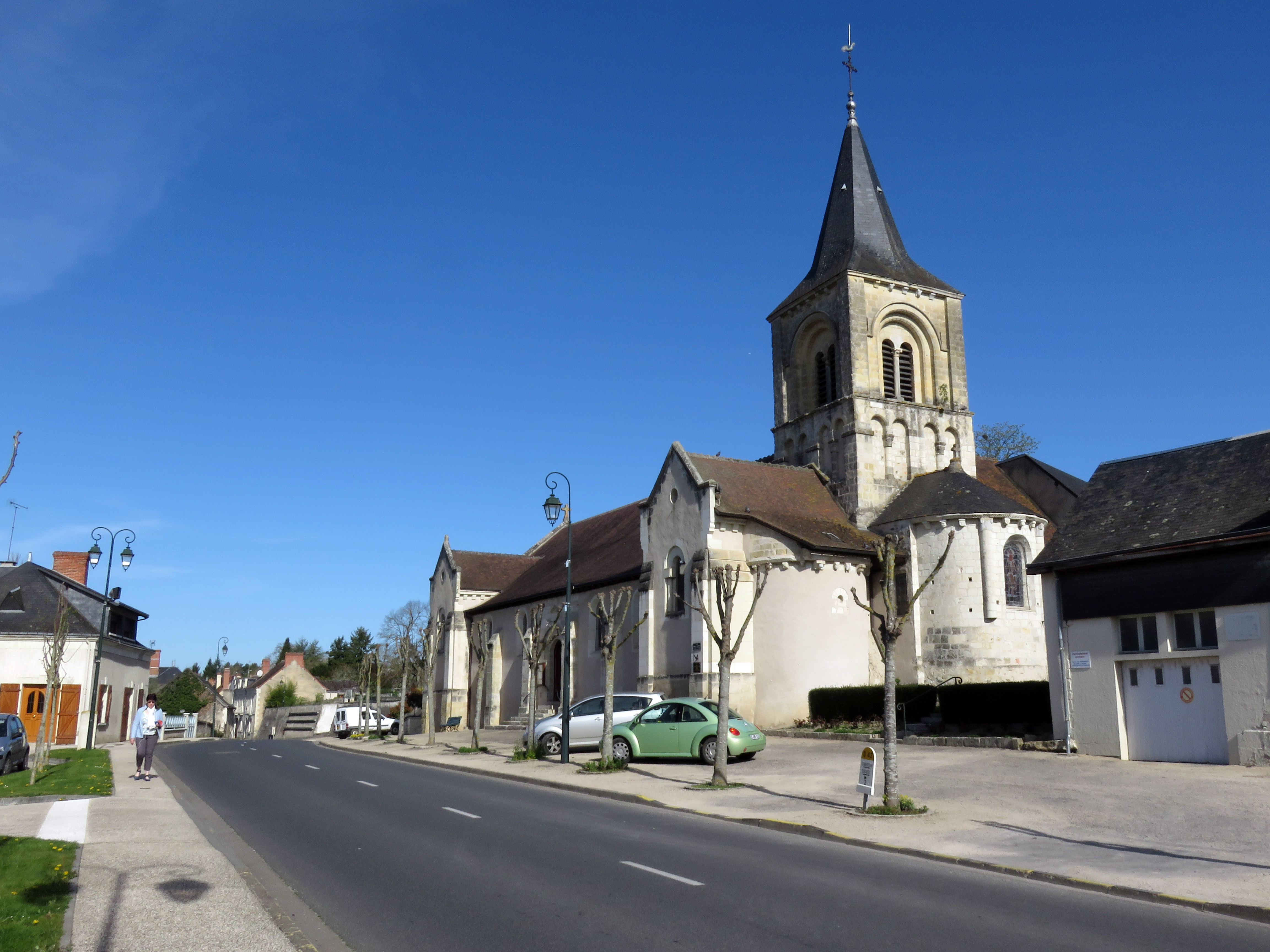
کلیسای شهر ابیلی

ابیلی (به فرانسوی: Abilly) یک کمون در فرانسه با جمعیت ۱٬۱۰۴ نفر است که در Canton of Descartes واقع شده‌است.